# Kreditunterlagen
Kreditunterlagen sind alle Dokumente und sonstigen Unterlagen, die ein Kreditgeber bei Einreichung eines Kreditantrages zur Beurteilung der Kreditwürdigkeit und Kreditfähigkeit des zukünftigen Kreditnehmers benötigt.

## Allgemeines
Von den Kreditinstituten als wichtigstem Kreditgeber verlangt § 18 KWG eine umfassende Kreditwürdigkeitsprüfung, die ihnen die Einschätzung des künftigen Kreditrisikos ermöglicht. Die Vorschrift ist Ergebnis des bankenaufsichtsrechtlichen Grundsatzes, Kredite nur nach umfassender und sorgfältiger Prüfung des Adressenausfallrisikos des Kreditnehmers zu vergeben und sodann laufend zu überwachen. Diese allgemein formulierte Vorschrift beinhaltet jedoch keine konkreten Hinweise darüber, welche Kreditunterlagen Kreditinstitute im Einzelfall zu verlangen haben. Hierzu gab es lange Zeit detaillierte Auslegungsregelungen der Bankenaufsicht zu § 18 KWG, auf welche die BaFin im Mai 2005 allerdings verzichtet hat, so dass es heute keine einheitlichen Vorschriften für Kreditunterlagen mehr gibt. 
Je mehr plausible Informationen und Daten die Kreditunterlagen hergeben, umso genauer lässt sich für Banken ihr Kreditrisiko einstufen. Fehlende, lückenhafte oder unplausible Informationen hingegen erhöhen das potenzielle Kreditrisiko und bergen deshalb die Gefahr einer Kreditablehnung in sich. Deshalb muss es auch im Interesse eines Kreditantragstellers liegen, die Kreditinstitute möglichst umfassend über seine persönlichen und wirtschaftlichen Verhältnisse aufzuklären. Dieses Informationsproblem stellt für Banken eine asymmetrische Informationssituation dar, wenn sie nicht über dieselben Informationen wie ihre Kunden verfügen. 
Auch andere Kreditgeber (Versicherungen, Debitoren) können entsprechende Regeln für ihr Kreditgeschäft anwenden.

## Arten
Die Art und Anzahl der Dokumente und Nachweise hängt im Bankwesen von der Kundengruppe und teilweise auch von der Kreditart und Kredithöhe ab. Bei der Kundengruppe ist zwischen „Privatkunden“ und „Firmenkunden“ zu unterscheiden:
Zu den Kreditunterlagen gehören: 
- bei Privatkunden (natürliche Personen; Standardisiertes Privatkundengeschäft): unterzeichnete Selbstauskunft, Einkommensnachweise (Gehaltsabrechnung), Ausgaben, Vermögen, Schulden (und Schuldendienst hieraus), übernommene Haftungen (etwa durch Bürgschaften), Einkommensteuerbescheide, Schufa-Auskunft sowie die für eine Kontoeröffnung notwendigen Daten wie Wohnsitz, Güterstand, Anzahl Kinder, Arbeitgeber, wirtschaftlich Berechtigter.
- Bei Firmenkunden (Unternehmensfinanzierung): Handelsregisterauszug, Branchenvergleich, Jahresabschlüsse der letzten 3 Jahre (Bilanz, Gewinn- und Verlustrechnung nebst Anhang und Lagebericht) oder Betriebswirtschaftliche Auswertungen, Finanzplanung, Finanzierungsplan, Kapitalflussrechnung, Cashflow-Prognose und Ratings von Ratingagenturen; bei Selbständigen ohne Bilanzierungspflicht die Einnahmenüberschussrechnung einschließlich Vermögens- und Schuldenstatus. Umstritten ist, ob der Jahresabschluss kleiner oder mittelgroßer Kapitalgesellschaften, die von den Erleichterungen der §§ 267, § 276 und § 288 HGB Gebrauch machen, den Anforderungen des § 18 KWG genügt.[3]

Wo erforderlich, sind Kreditunterlagen durch Steuerberater oder Wirtschaftsprüfer zu testieren (Vermögensaufstellungen, Jahresabschlüsse).
Im Regelfall erhöht sich der Anspruch an Umfang und Qualität der Informationen, je höher der Kreditbetrag oder der Blankokreditteil ist. So wird insbesondere im gewerblichen Kreditgeschäft auch unterjähriges Zahlenmaterial (Quartalsberichte) verlangt. Sind Kreditsicherheiten erforderlich, so sind die Kreditunterlagen noch um Beleihungsunterlagen zu ergänzen. Hierzu gehören Flurkarte und Katasterbuch, Grundstückskaufvertrag, Baubeschreibung, Berechnung des umbauten Raumes sowie der Wohn- und der Nutzfläche, Gesamtkostenaufstellung, Wirtschaftlichkeitsberechnung (wenn das Gebäude nicht eigengenutzt wird). Bei der Beleihung von Wohnungseigentum ist zusätzlich eine beglaubigte Abschrift der Teilungserklärung erforderlich.
Demnach werden die geringsten Kreditunterlagen bei Dispositionskrediten, die umfangreichsten bei Investitionskrediten, Immobilienfinanzierungen oder Spezialfinanzierungen erforderlich sein.

## Ausnahmen
Kreditunterlagen sind nicht nur vor Kreditgewährung, sondern auch während der Kreditlaufzeit („laufende Offenlegung“) vom Kreditnehmer permanent zu aktualisieren und einzureichen. Hiervon kann – muss aber nicht – ein Kreditinstitut nach § 18 Satz 2 KWG absehen
- bei grundpfandrechtlich gesicherten Krediten auf vom Kreditnehmer selbst genutztem Wohneigentum
- wenn der Kredit die Beleihungsgrenze von 80 % des Beleihungswertes des Pfandobjektes im Sinne des § 16 Abs. 1 und 2 PfandBG nicht übersteigt
- wenn der Kreditnehmer die von ihm geschuldeten Zins- und Tilgungsleistungen störungsfrei erbringt.

Nach § 18 Satz 3 KWG ist eine Offenlegung nicht erforderlich bei Krediten an 
- ausländische Staaten des Europäischen Wirtschaftsraums und Zentralbanken, den Bund und die Deutsche Bundesbank,
- multilaterale Entwicklungsbanken oder internationale Organisationen, wenn sie ungesichert ein KSA-Risikogewicht von 0 Prozent erhalten würden oder
- Regionalregierungen oder örtliche Gebietskörperschaften in einem anderen Staat des Europäischen Wirtschaftsraums, ein Land, eine Gemeinde, einen Gemeindeverband, ein rechtlich unselbständiges Sondervermögen eines Landes, einer Gemeinde oder eines Gemeindeverbandes oder Einrichtungen des öffentlichen Bereichs, wenn sie ungesichert ein KSA-Risikogewicht von 0 Prozent erhalten würden.

## Kreditentscheidung und Kreditvertrag
Auf der Analyse der Kredit- und Beleihungsunterlagen durch die Kreditsachbearbeitung und/oder Kreditanalyse baut die Kreditentscheidung auf. Im Kreditscoring (bei Privatkunden) und Rating (bei Firmenkunden) werden wesentliche Daten der Kreditunterlagen und Beleihungsunterlagen zu einem Rating verdichtet. Fällt die Kreditentscheidung positiv aus, so übernimmt der Kredit- und Sicherungsvertrag die aus den Kredit- und Beleihungsunterlagen hervorgehenden wesentlichen Daten. Kreditunterlagen besitzen damit eine weitreichende Wirkung für die Zukunft. Der Kreditvertrag enthält nämlich die Möglichkeit einer Kreditkündigung aus wichtigem Grund im Falle der Nichteinreichung von Kreditunterlagen im Rahmen der Offenlegung der wirtschaftlichen Verhältnisse oder anderer vertragserheblicher Unterlagen.